# 용문초등학교 (충남)
용문초등학교는 대한민국 충청남도 금산군에 있는 공립 초등학교이다.

## 학교 연혁
- 1946. 11. 15 군북국민학교 용문분교장 설치인가
- 1948. 09. 20 외부리 회간 예배당에서 신축 교사로 이전
- 1949. 09. 26 용문국민학교 설립인가
- 1981. 03. 01 군지정(육상운동 시범 학교 운영)
- 1982. 03. 08 용문초등학교 병설 유치원 개원
- 1983. 03. 02 군지정(새마을 시범학교 운영)
- 1994. 03. 01 급식실시(농촌형)
- 1996. 03. 01 용문초등학교로 개칭
- 2000. 12. 28 교육부장관 표창 (맑고 깨끗한 교육풍토 조성)
- 2001. 03. 01 군지정(효실천,환경교육시범학교 운영)
- 2002. 03. 01 군지정(과학교육 시범학교 운영)
- 2003. 11. 24 교육과정 선택 운영실 신축
- 2007. 03. 01 도지정(방과후학교 시범학교 운영)
- 2008. 03. 01 군지정(영어교육 시범학교 운영)
- 2009. 12. 28 학생건강분야(급식, 보건) 교육감 표창
- 2010. 03. 01 초등학교 7학급(특수학급 1포함), 유치원 1학급 편성
- 2010. 12. 22 학교보건분야 우수학교 교육감 표창
- 2010. 12. 28 학교 감동경영 교육장 표창
- 2011. 12. 16 금산군교육성과보고회 학교브랜드 우수교 표창
- 2013. 02. 19 제62회 졸업식(졸업생 누계 3,794명)
- 2014. 02. 13 제63회 졸업식(누계 3,810명)
- 2014. 03. 01 6학급 편성(유치원 1학급)

## 참고 자료
- 용문초등학교 - 한국교육학술정보원 학교알리미